# Moufida Tlatli
Moufida Tlatli (arab. مفيدة التلاتلي ; ur. 4 sierpnia 1947 w Sidi Bou Said, zm. 7 lutego 2021 w Tunisie) – tunezyjska reżyserka, scenarzystka i montażystka filmowa.

## Życiorys
Urodziła się w tradycyjnej rodzinie na przedmieściach Tunisu. Zainteresowanie kinem zaczęła wykazywać w szkole średniej dzięki inspiracji ze strony nauczyciela filozofii. W 1965 przeniosła się do Paryża, gdzie studiowała sztukę montażu i scenopisarstwa na prestiżowej uczelni filmowej IDHEC.
Po ukończeniu studiów w 1972 wróciła do rodzinnej Tunezji, gdzie rozpoczęła karierę jako montażystka. Pracowała przy wielu wybitnych filmach kina arabskiego lat 70. i 80., np. Pustynni wędrowcy (1984) Nacera Khemira czy Halfaouine - dziecko tarasów (1990) Férida Boughedira.
Jej debiutem reżyserskim był Pałac milczenia (1994), który zdobył Złotą Kamerę - Wyróżnienie Specjalne na 47. MFF w Cannes oraz Nagrodę FIPRESCI na MFF w Toronto. Kolejne filmy Tlatli to Miesiąc mężczyzn (2000) oraz Nadia i Sarra (2004).
Zasiadała w jury konkursu głównego na 54. MFF w Cannes (2001). Wkrótce po tunezyjskiej rewolucji i ustąpieniu prezydenta ibn Alego, w 2011 objęła na krótko urząd ministra kultury w tymczasowym rządzie Tunezji.
Zmarła na koronawirusa w wieku 73 lat.